# Neurojogos
Neurojogos são uma forma emergente de jogos eletrônicos que envolve o uso de interfaces cérebro-computador, como EEG, para que os usuários possam interagir com o jogo sem a necessidade de controles tradicionais. Ela pode ser usado como um tipo de jogabilidade inovadora e envolvente ou como uma forma de criar tecnologia adaptativa para melhorar a acessibilidade nos jogos. Em alguns casos é usada uma combinação de controles tradicionais e comandos cerebrais diretos.
Eles também podem ser jogos multijogador. Em alguns casos os jogadores podem ver a atividade cerebral de outros usuários, enquanto outros não incorporam a visualização de dados cerebrais à experiência.
Neurojogos podem ter aplicações no tratamento de distúrbios cerebrais como TEPT e TDAH. Além da indústria da saúde, as tecnologias de neurojogos são interessantes para vários outros setores, como defesa, esportes e educação.
"O jogador se torna um agente virtual no jogo... Na sala de aula, se torna uma forma de ensino diferenciada."
Um dos primeiros neurojogos é o jogo de corrida NeuroRacer, que foi projetado por Adam Gazzaley para melhorar o funcionamento cognitivo de idosos. Os primeiros neurojogos incluem: "Throw Trucks With Your Mind" (que permite aos usuários pegar e arremessar objetos,  desde que bloqueiem distrações mentalmente) e NeuroMage, que permite aos usuários usar uma técnica de "relaxar a mente" para aprender novos feitiços e levitar a Millennium Falcon.
Entre os possíveis perigos e preocupações em torno do neurojogo, estão questões éticas como controle mental, intrusão cerebral e leitura da mente.